# Oxinasphaera thetisae
Oxinasphaera thetisae är en kräftdjursart som beskrevs av Bruce1997. Oxinasphaera thetisae ingår i släktet Oxinasphaera och familjen klotkräftor. Inga underarter finns listade i Catalogue of Life.